# Сутовский, Эмиль Давидович
Эмиль Давидович Сутовский (англ. Emil Sutovsky; род. 19 сентября 1977, Баку) — израильский шахматист, гроссмейстер (1996).Чемпион Европы (2001), призёр Олимпиады 2010 в составе сборной Израиля. Генеральный директор ФИДЕ с 2018 года.

## Биография
Член символического клуба победителей чемпионов мира Михаила Чигорина с 9 июля 2005 года.
В январе 2012 года достиг наивысшего в своей карьере рейтинга — 2708. Наивысшая позиция в рейтинге-листе — 17-е место в мире. Победитель и призёр более 100 международных турниров.
Среди самых значимых титулов — чемпион мира среди юношей до 20 лет (1996), обладатель абсолютно лучшего результата в командном первенстве Европы (2003), победитель сильнейшего опен-турнира в истории, внесённого в книгу рекордов Гиннесса — Аэрофлот (2005), обладатель абсолютно лучшего результата на Олимпиаде-2010.
Участник трёх Чемпионатов мира по нокаут-системе (1997, 2000, 2001), Кубков мира ФИДЕ (2005, 2007, 2009, 2011).
Эмиль Сутовский выступал за команду Израиля в десяти Всемирных шахматных олимпиадах с 1996 по 2018. На Олимпиаде-2010 завоевал золотую медаль, показав лучший результат за всю историю шахматных олимпиад (TPR — 2895). После победы в чемпионате Европы 2001 года Сутовский временно отошёл от академического изучения экономики и менеджмента, сосредоточившись на шахматной карьере. В 2007 году Эмиль Сутовский становится менеджером обладателя Кубка мира Гаты Камского и вовлекается в процессы мирового шахматного менеджмента. С 2009 года является членом комиссии ФИДЕ по проведению чемпионатов мира и Олимпиад.
Имеет большой опыт участия в теле- и радиопередачах, автор более сотни публикаций на шахматную тему в специализированных и мейнстримовых СМИ. Владеет пятью иностранными языками. Кроме шахмат, Сутовский занимается вокалом (баритональный бас), а также играет в спортивную версию «Что? Где? Когда?» и является создателем и капитаном команды шахматистов, которая принимает участие в соревнованиях ЧГК. Женат, воспитывает двоих детей.
Член Совета АШП с 2008 года. В 2012—2018 годах — президент АШП. C ноября 2018 года — генеральный директор ФИДЕ.

## Спортивные достижения
| Год  | Город      | Турнир                    | + | − | = | Результат | Место |
| ---- | ---------- | ------------------------- | - | - | - | --------- | ----- |
| 1996 | Ереван     | 32-я олимпиада            | 3 | 0 | 5 | 5½ из 8   |       |
| 1998 | Элиста     | 33-я олимпиада            | 2 | 2 | 3 | 3½ из 7   |       |
| 2000 | Стамбул    | 34-я олимпиада            | 3 | 0 | 6 | 6 из 9    |       |
| 2002 | Блед       | 35-я олимпиада            | 7 | 4 | 2 | 8 из 13   |       |
| 2004 | Кальвиа    | 36-я олимпиада            | 3 | 3 | 6 | 6 из 12   |       |
| 2006 | Турин      | 37-я олимпиада            | 3 | 3 | 4 | 5 из 10   |       |
|      | Монреаль   | 7-й международный турнир  | 2 | 1 | 6 | 5 из 9    | 4     |
| 2007 | Монреаль   | 8-й международный турнир  | 3 | 3 | 3 | 4½ из 9   | 6     |
| 2008 | Пойковский | 9-й международный турнир  | 0 | 2 | 7 | 3½ из 9   | 7—10  |
| 2009 | Пойковский | 10-й международный турнир | 2 | 1 | 6 | 5 из 9    | 3—4   |
|      | Антверпен  | Международный турнир      | 5 | 0 | 4 | 7 из 9    | 1     |
| 2010 | Пойковский | 11-й международный турнир | 2 | 3 | 6 | 5 из 11   | 7     |
| 2017 | Пойковский | 18-й международный турнир | 5 | 0 | 4 | 7 из 9    | 1     |